# Самро (река)
Самро, Самра или Чудка (рус. Самро, Самра, Чудка) река је на северозападу европског дела Руске Федерације која целом дужином свог тока протиче преко југозападних делова Лењинградске области, односно преко територије њеног Сланчањског рејона.
Свој ток започиње као отока језера Самро, тече у смеру северозапада, и након 22 km тока улива се у реку Долгају као њена десна притока (на њеном 24. километру узводно од ушћа). Хидролошки припада сливном подручју реке Луге, односно басену Финског залива Балтичког мора. Површина сливног подручја ове реке је 207 km².
У писаним изворима први пут се помиње у једној катастарској књизи из 1497/98. под именом Сумра.